# Eupithecia disformata
Eupithecia disformata är en fjärilsart som beskrevs av Paul Dognin 1893. Eupithecia disformata ingår i släktet Eupithecia och familjen mätare. Inga underarter finns listade i Catalogue of Life.